# Premiul Satellite pentru cel mai bun film - Muzical sau Comedie
Premiul Satellite pentru cel mai bun film - Muzical sau Comedie a fost un premiu anual acordat de Academia Internațională de Presă între anii 1996 - 2010.

## Câștigători și nominalizări

### Anii 1990
| An   | Câștigători și nominalizări | Regizor(i)       |
| ---- | --------------------------- | ---------------- |
| 1996 | Evita                       | Alan Parker      |
| 1996 | Cold Comfort Farm           | John Schlesinger |
| 1996 | Everyone Says I Love You    | Woody Allen      |
| 1996 | Flirting with Disaster      | David O. Russell |
| 1996 | Swingers                    | Doug Liman       |
| 1997 | As Good as It Gets          | James L. Brooks  |
| 1997 | Deconstructing Harry        | Woody Allen      |
| 1997 | The Full Monty              | Peter Cattaneo   |
| 1997 | In & Out                    | Frank Oz         |
| 1997 | My Best Friend's Wedding    | PJ Hogan         |
| 1998 | Shakespeare in Love         | John Madden      |
| 1998 | Little Voice                | Mark Herman      |
| 1998 | Pleasantville               | Gary Ross        |
| 1998 | Waking Ned Divine           | Kirk Jones       |
| 1998 | You've Got Mail             | Nora Ephron      |
| 1999 | Being John Malkovich        | Spike Jonze      |
| 1999 | Bowfinger                   | Mark Herman      |
| 1999 | Pleasantville               | Frank Oz         |
| 1999 | Dick                        | Andrew Fleming   |
| 1999 | Election                    | Alexander Payne  |
| 1999 | An Ideal Husband            | Oliver Parker    |
| 1999 | Notting Hill                | Roger Michell    |

### Anii 2000
| An   | Câștigători și nominalizări                            | Regizor(i)                               |
| ---- | ------------------------------------------------------ | ---------------------------------------- |
| 2000 | Nurse Betty                                            | Neil LaBute                              |
| 2000 | Almost Famous                                          | Cameron Crowe                            |
| 2000 | Best in Show                                           | Christopher Guest                        |
| 2000 | O Brother, Where Art Thou?                             | Joel Coen                                |
| 2000 | State and Main                                         | David Mamet                              |
| 2000 | Wonder Boys                                            | Curtis Hanson                            |
| 2001 | Moulin Rouge!                                          | Baz Luhrman                              |
| 2001 | Bridget Jones's Diary                                  | Sharon Maguire                           |
| 2001 | Gosford Park                                           | Robert Altman                            |
| 2001 | Hedwig and the Angry Inch                              | John Cameron Mitchell                    |
| 2001 | The Royal Tenenbaums                                   | Wes Anderson                             |
| 2002 | My Big Fat Greek Wedding                               | Joel Zwick                               |
| 2002 | About a Boy                                            | Paul Weitz and Chris Weitz               |
| 2002 | Adaptation                                             | Spike Jonze                              |
| 2002 | Igby Goes Down                                         | Burr Steers                              |
| 2002 | Punch-Drunk Love                                       | Paul Thomas Anderson                     |
| 2003 | Lost in Translation                                    | Sofia Coppola                            |
| 2003 | American Splendor                                      | Robert Pulcini and Shari Springer Berman |
| 2003 | Bad Santa                                              | Terry Zwigoff                            |
| 2003 | Bend It Like Beckham                                   | Gurinder Chadha                          |
| 2003 | A Mighty Wind                                          | Christopher Guest                        |
| 2003 | Pirates of the Caribbean: The Curse of the Black Pearl | Gore Verbinski                           |
| 2004 | Sideways                                               | Alexander Payne                          |
| 2004 | The Merchant of Venice                                 | Michael Radford                          |
| 2004 | Ray                                                    | Taylor Hackford                          |
| 2004 | Napoleon Dynamite                                      | Jared Hess                               |
| 2004 | The Life Aquatic with Steve Zissou                     | Wes Anderson                             |
| 2004 | The Phantom of the Opera                               | Joel Schumacher                          |
| 2005 | Walk the Line                                          | James Mangold                            |
| 2005 | Happy Endings                                          | Don Roos                                 |
| 2005 | Hustle & Flow                                          | Craig Brewer                             |
| 2005 | Kung Fu Hustle                                         | Stephen Chow                             |
| 2005 | Rent                                                   | Chris Columbus                           |
| 2005 | Shopgirl                                               | Anand Tucker                             |
| 2006 | Dreamgirls                                             | Bill Condon                              |
| 2006 | The Devil Wears Prada                                  | David Frankel                            |
| 2006 | Little Miss Sunshine                                   | Jonathan Dayton and Valerie Faris        |
| 2006 | Stranger than Fiction                                  | Marc Forster                             |
| 2006 | Thank You for Smoking                                  | Jason Reitman                            |
| 2006 | Venus                                                  | Roger Michell                            |
| 2007 | Juno                                                   | Jason Reitman                            |
| 2007 | Hairspray                                              | Adam Shankman                            |
| 2007 | Knocked Up                                             | Judd Apatow                              |
| 2007 | Lars and the Real Girl                                 | Craig Gillespie                          |
| 2007 | Margot at the Wedding                                  | Noah Baumbach                            |
| 2007 | Shoot 'Em Up                                           | Michael Davis                            |
| 2008 | Happy-Go-Lucky                                         | Mike Leigh                               |
| 2008 | Choke                                                  | Clark Gregg                              |
| 2008 | In Bruges                                              | Martin McDonagh                          |
| 2008 | Nick and Norah's Infinite Playlist                     | Peter Sollett                            |
| 2008 | Tropic Thunder                                         | Ben Stiller                              |
| 2008 | Vicky Cristina Barcelona                               | Woody Allen                              |
| 2009 | Nine                                                   | Rob Marshall                             |
| 2009 | The Informant!                                         | Steven Soderbergh                        |
| 2009 | It's Complicated                                       | Nancy Meyers                             |
| 2009 | Julie & Julia                                          | Nora Ephron                              |
| 2009 | A Serious Man                                          | Joel Coen and Ethan Coen                 |
| 2009 | Up in the Air                                          | Jason Reitman                            |

### Anii 2010
| An   | Câștigători și nominalizări | Regizor(i)                   |
| ---- | --------------------------- | ---------------------------- |
| 2010 | Scott Pilgrim vs. the World | Edgar Wright                 |
| 2010 | Cyrus                       | Jay Duplass and Mark Duplass |
| 2010 | The Kids Are All Right      | Lisa Cholodenko              |
| 2010 | Made in Dagenham            | Nigel Cole                   |
| 2010 | The Other Guys              | Adam McKay                   |
| 2010 | Please Give                 | Nicole Holofcener            |
| 2010 | Red                         | Robert Schwentke             |

Format:Satellite Awards Chron